# Елизаветинская (Краснодарский край)

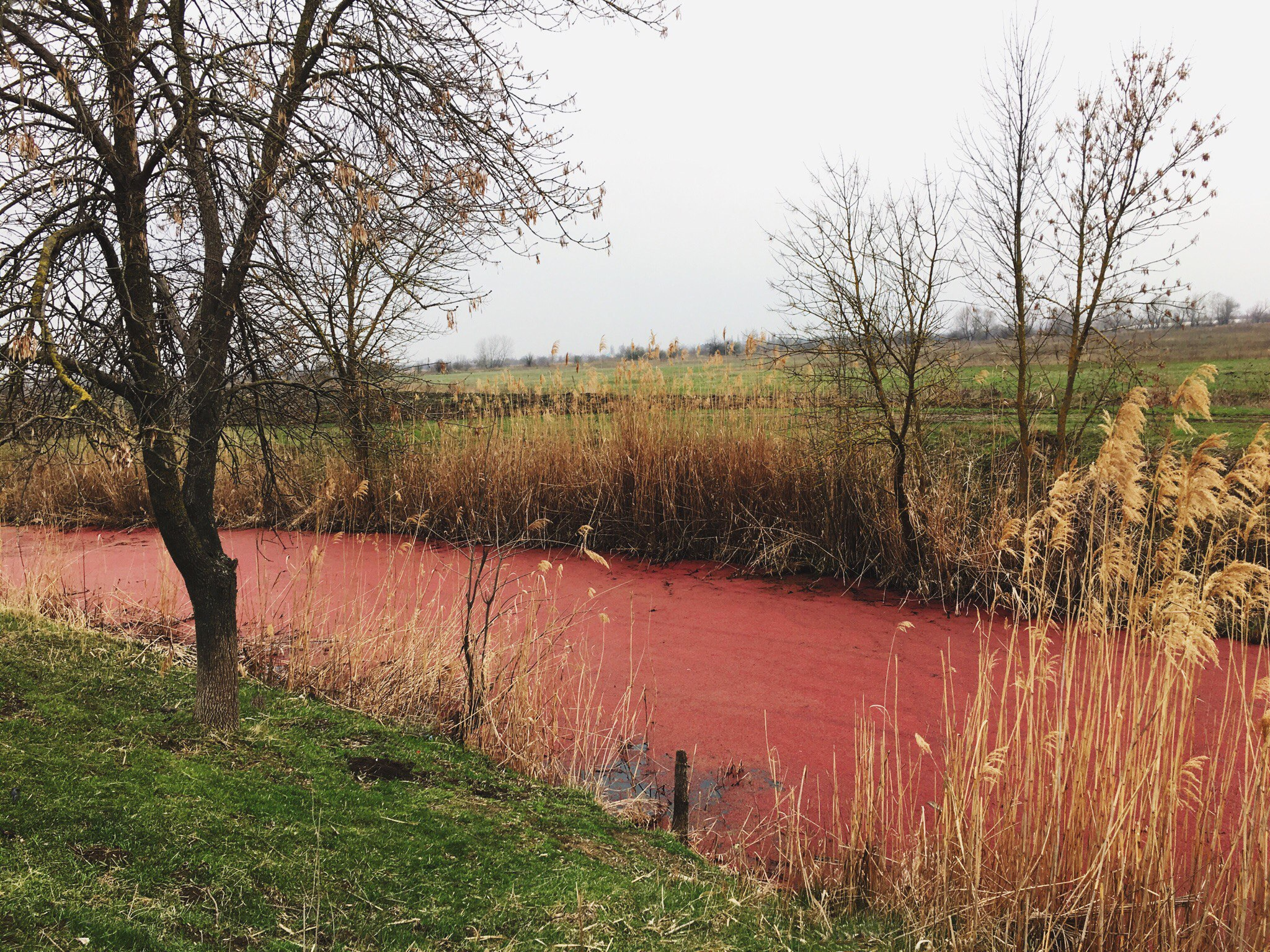
Красный канал в станице Елизаветинская

Елизаве́тинская — станица в Прикубанском внутригородском округе города Краснодара. Административный центр Елизаветинского сельского округа.

## География
Станица расположена в 7 км к западу от центра Краснодара, напротив адыгейского аула Хаштук. Елизаветинская примыкает восточной и северной окраинами к городской черте Краснодара. В границы населённого пункта также входят все дачные товарищества, расположенные с южной стороны станицы.

## История
В конце XVIII века на месте будущей станицы появился укреплённый пост черноморских казаков Елизаветинский. Название своё он получил в честь жены Александра I Елизаветы Алексеевны. Рядом с постом располагалось куренное селение Тимашёвское, в 1807 году переселённое севернее (см. Тимашёвск). В 1821 году на месте поста было образовано куренное селение Елизаветинское (с 1842 года — станица). Население его составили Днепровские казаки, переселённые на Кубань вслед за черноморцами в первой четверти XIX века. До 20-х годов XX века станица Елизаветинская входила в Екатеринодарский отдел Кубанской области.
В 1978 году станица из Динского района передана в подчинение Прикубанскому району города Краснодара.
С марта 2004 года станица является центром Елизаветинского сельского округа, объединяющего также посёлок Белозерный, в составе Прикубанского внутригородского округа города Краснодара.

### Елизаветинское городище
В станице имеется памятник археологии федерального значения — Елизаветинское городище, и могильники IV  в до н.э., обширный некрополь, состоящий из 54 больших и более 20 маленьких курганов высотой от 3 до 1,5 метров, расположенные на территории главной усадьбы Краснодарского опытного лесхоза. Елизаветинские курганы, называемые в народе «майские горы», являются погребениями меотских вождей и знати. Находки античного искусства, обнаруженные в этих курганах, находятся сейчас в Петербургском Эрмитаже и Музее лесного хозяйства Кубани. В юго-западной окраине станицы расположено Елизаветинское урочище (адыги его называли «Ярсокон»), включающее в себя Среднюю (адыг. Ужгиче блыгур), Верхнюю и Нижнюю Дубинки (адыг. Ужгиче мэз), с вековыми дубами, некоторым из которых до нескольких сотен лет.

## Население
| 1939 | 1959  | 1979    | 2002    | 2010    | 2021    |
| ---- | ----- | ------- | ------- | ------- | ------- |
| 9736 | ↘6599 | ↗17 240 | ↗19 060 | ↗24 755 | ↘23 841 |

## Экономика
- Большинство жителей работает в Краснодаре[источник не указан 1868 дней].
- Предприятия сельского хозяйства (раннее занималось и рисоводством, но теперь все эти земли отданы под строительство).

## Учреждения
В станице есть 2 школы (№ 75 и № 76), интернат (ГСКОУ Школа-интернат № 1 V-го вида), 2 детских сада (МДОУ Д/С № 205 «Колосок» и МДОУ Д/С № 206 «Солнышко»), поликлиника (№ 23), стационарный пункт скорой помощи, сельский дом культуры и спорта (СДКС), школа искусств (КДШИ № 2), библиотека, Администрация Елизаветинского сельского округа муниципального образования город Краснодар, церковь, 2 почтовых отделения (№ 081 и № 082), учебно-опытное хозяйство «Кубань», ГУ КК «Управление Краснодарлес», ПАО Сбербанк России.